# Планиница (град Пирот)
Планинѝца или Долна Планинѝца (на сръбски: Планиница) е село в община Пирот, Пиротски окръг, Сърбия. През 2011 г. населението му е 7 души.

## История
Селото е споменато като Планинци в османски регистър от ХV век. Тимар е на диздаря Саруч, има 28 домакинства, две вдовици и общ приход - 2487 акчета. В съкратен регистър на Пиротския кадилък от 1530 година Планинче е отбелязано като село с 23 домакинства, 5 неженени жители и две вдовици. Други 2 домакинства са войнушки, част от джемаата на Радивой, син на Станко от село Турка В регистър на войнушките бащини от 1606 година селото е посочено като Планинче, спадащо към каза Шекир кьой. Има една войнушка бащина – на Джордже Димитри.
При прокарването на границата по Берлинския договор от 1878 година селото е разделено на две. Една, част, която започва да се нарича и Горна Планиница, е включена в България, а другата - Долна Планиница, попада в Сърбия. Жителите на Долна Планиница са подложени на сърбизация.
Според сръбския автор Мита Ракич в 1879 година Планиница има 18 къщи и 186 жители (65 мъже и 54 жени). Един мъж е грамотен. През 1908 година броят на къщите в селото продължава да е 18.
През 1915-1918 и 1941-1944 година селото е в границите на военновременна България. По време на Първата световна война, в началото на октомври 1915 година край Планиница се водят сражения. Сава Стоянович, командир на отделение в Четвърти артилерийски полк,  описва селото по следния начин:
| „ | А Сръбска Планиница ... нейните царевични ниви и синури, с окопите по тях, приветливите бели къщички, кацнали на върха на този конусообразен хълм, живописната китка от високи дървета, които му даваха вид като на главата на някой индиец, главатар на червенокожи, окичена с дължи шарени пера - всичко това изчезна като в мъгла... | “ |

През 1916 година, по време на българското управление на Моравско, Планиница е част от Обреновска община на Пиротска селска околия и има 140 жители.

## Население
- 1948 – 186 жители.
- 1953 – 188 жители.
- 1961 – 144 жители.
- 1971 – 83 жители.
- 1981 – 51 жители.
- 1991 – 31 жители.
- 2002 – 18 жители.

При преброяването от 2002 година всички жители на Планиница са записани като сърби.